# Фаррухан Шахрвараз
Фаррухан Шахрвараза (? — 9 червня 630) — полководець Іранської імперії. Слуга шах Хосрова II. Брав участь у війні з Візантією (602-628). Здобув Єрусалим (614). Після смерті шаха короткий час керував Іраном. Отруєний за наказом шахині.

## Біографія
Походив  зроду Міхранів (МЕхранідів). Син Ардашира (його не слід плутати з представником династії Сасанідів). Отримав титул Шахрвараза — «вепр держави». Керував іранськими військами під час штурму Дамаска в 613 і Єрусалима в 614. Після штурму Єрусалиму була захоплена християнська святиня — Животворний Хрест, яку він відіслав Хосрову; до кінця війни хрест зберігався в царській скарбниці. 
Під час штурму Ктесифону візантійський імператор Іраклій захопив лист Хосрова з наказом вбити Шахрвараза. Дізнавшись про лист, Шахрвараза приєднався до заколоту проти Хосрова, що закінчилося вбивством шаханшаха в тому ж 628. 
У смутний час після смерті Хосрова ненадовго став правителем Ірану.

## Смерть
Отруєний в 630 за наказом майбутньої цариці Борандохт. 